# Грб Лознице
Град Лозница користи само мали грб. Тренутно се користи обележје из 1977. године. По одлуци тадашње Скупштине општине, грб је допуњен белом звездом петокраком која се налазила изнад ћириличног натписа „ЛОЗНИЦА“.
Одлуком Градске управе Лознице, 21. фебруара 2011. расписан је конкурс за израду грба и заставе града. Конкурс обухвата израду малог, средњег и великог грба, као и заставе. Идејни пројекат треба да поштује хералдичарска правила и мора да одражава историјске и стварне чињенице везане за Лозницу Нови грб још увек није изабран.